# 枪口焰

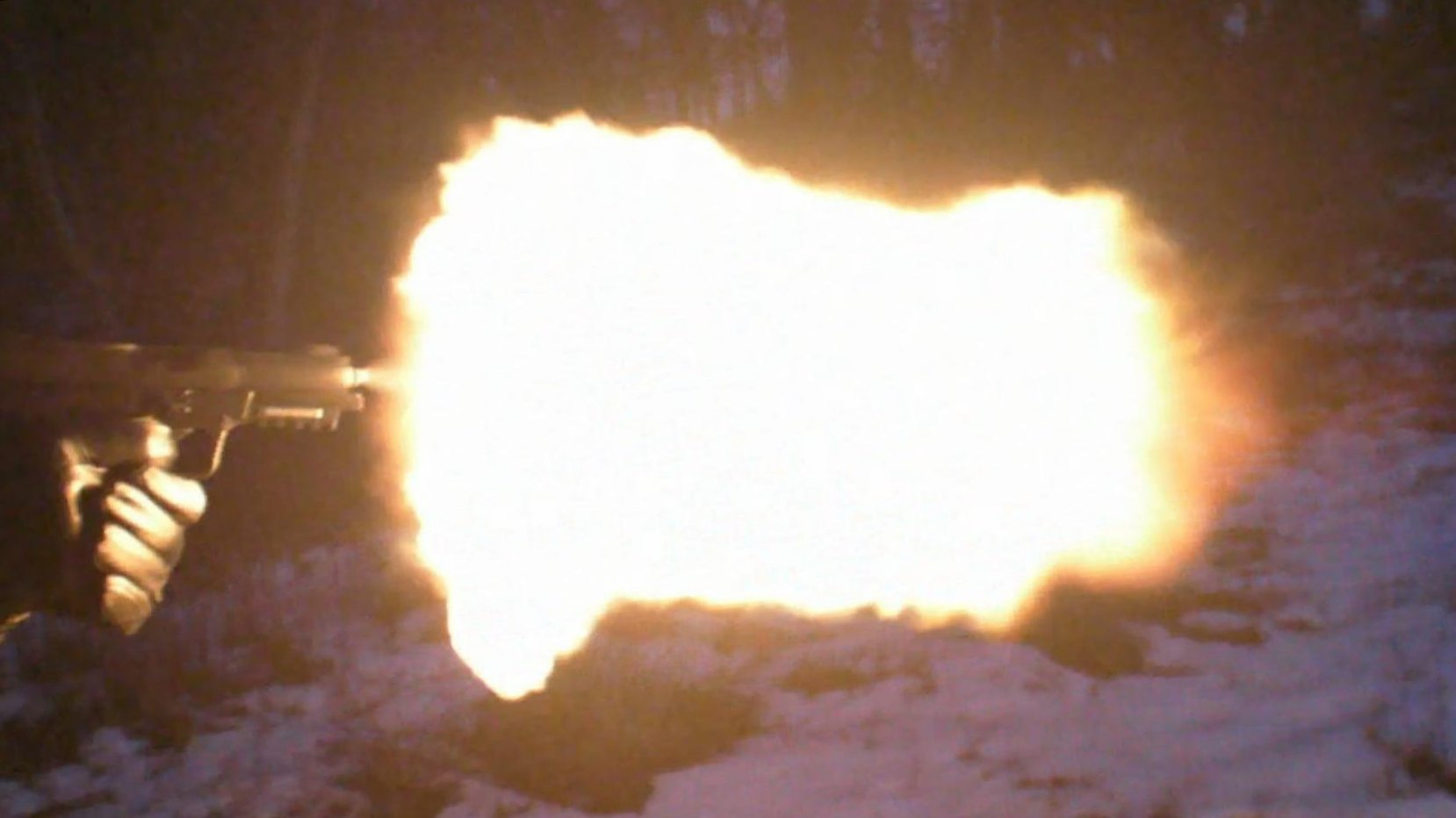
FN Five-seveN手枪射击时的枪口焰

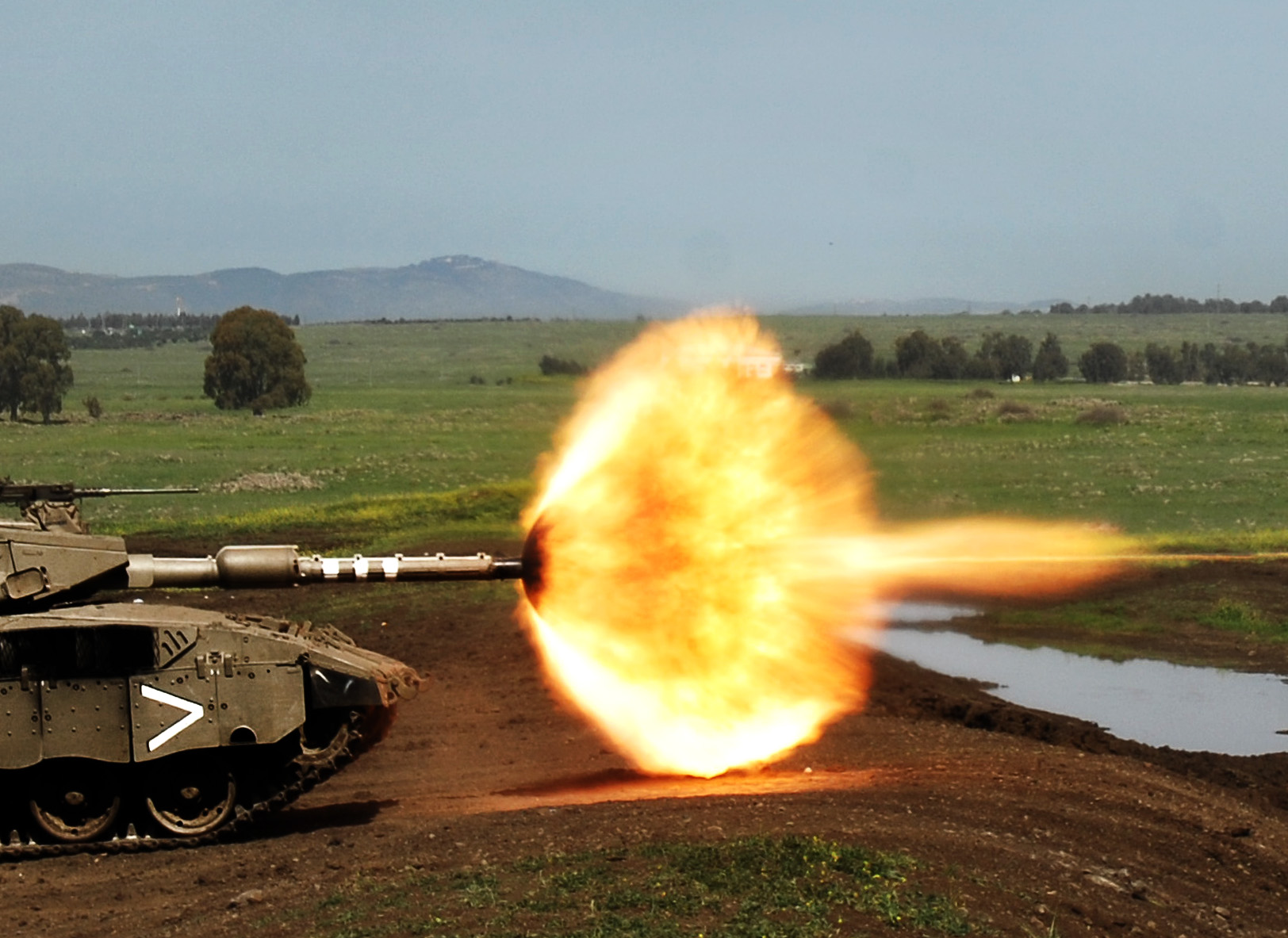
以色列陆军梅卡瓦主战坦克120毫米主炮的炮口焰

枪口焰（英語：muzzle flash）或炮口焰（如果口径大于20毫米）是火器类远射武器（轻兵枪械和重型火炮）在射击时在枪口前方伴随枪口冲击波形成的高亮度光焰。因为火器类武器的物理驱动原理，推进药的放热爆燃产生的能量最多只有三分之一左右会转换为弹体膛内加速的动能（有用功），剩余的燃烧能会做为无用功以热能、声能、材料形变和振动以及废气动能等形式被释放掉，其中一小部分也会变成向周边环境辐射的可见光和红外线光能。枪口焰的尺寸、形状和颜色取决于推进药的能量密度和燃烧状况、枪口排气的压力强度、枪管长度、以及任何枪口附件（比如消焰器、枪口罩筒和消音器）的使用。

## 特点
枪口焰可以细分为五个部分：

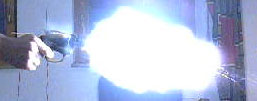
转轮手枪的枪口焰，注意弹巢和枪管间的后膛缝隙因为漏气也会产生少许光焰

- 枪口炽光（muzzle glow）是弹体飞离枪管前在枪口产生的红色微光，源于弹体前方的膛内空气被快速压缩排出，加上少许后方的高压气体通过膛线缝隙漏至前方，因而产生绝热压缩而释放的红色波段光能；
- 初级光焰（primary flash）是弹体飞离枪管后，伴随枪口冲击波的高温压气体快速膨胀的同时释放出的可见光，是整个枪口焰中最明亮的部分，但持续时长极断，甚至可能因为短于视觉暂留所需的时间而不被轻易察觉到；
- 过渡光焰（intermediate flash）是在初级光焰后因为枪口冲击波继续扩散而释放的低波段光能，通常展现为一个枪口前的盘状红光；
- 次级光焰（secondary flash）是枪口冲击波消散后膛内未完全燃烧的推进药和仍可燃的残留物因为在被喷离枪管后接触周边环境的新鲜空气，产生二次燃烧而产生的白色或黄色火球[2]，通常持续时间较长，而且会继续向前方飘动成为距离枪口最远的光焰；
- 残粒闪烁（residue sparks）是次级光焰消散后，因为膛内仍有残留的碎渣（比如铅屑、铜屑、碳屑等）被持续喷离枪管并于空气发生氧化而产生的零星火花。

## 观测
枪口焰（特别是较为持久的次级焰）在环境光较暗的条件下会更为明显，更容易被肉眼观察到。而现代的红外成像技术可以迅速捕捉到枪口焰独特的光学特性并迅速定位其来源，甚至可以在弹体没有到达目标之前就可以搜索到枪口焰位置。

### 消焰

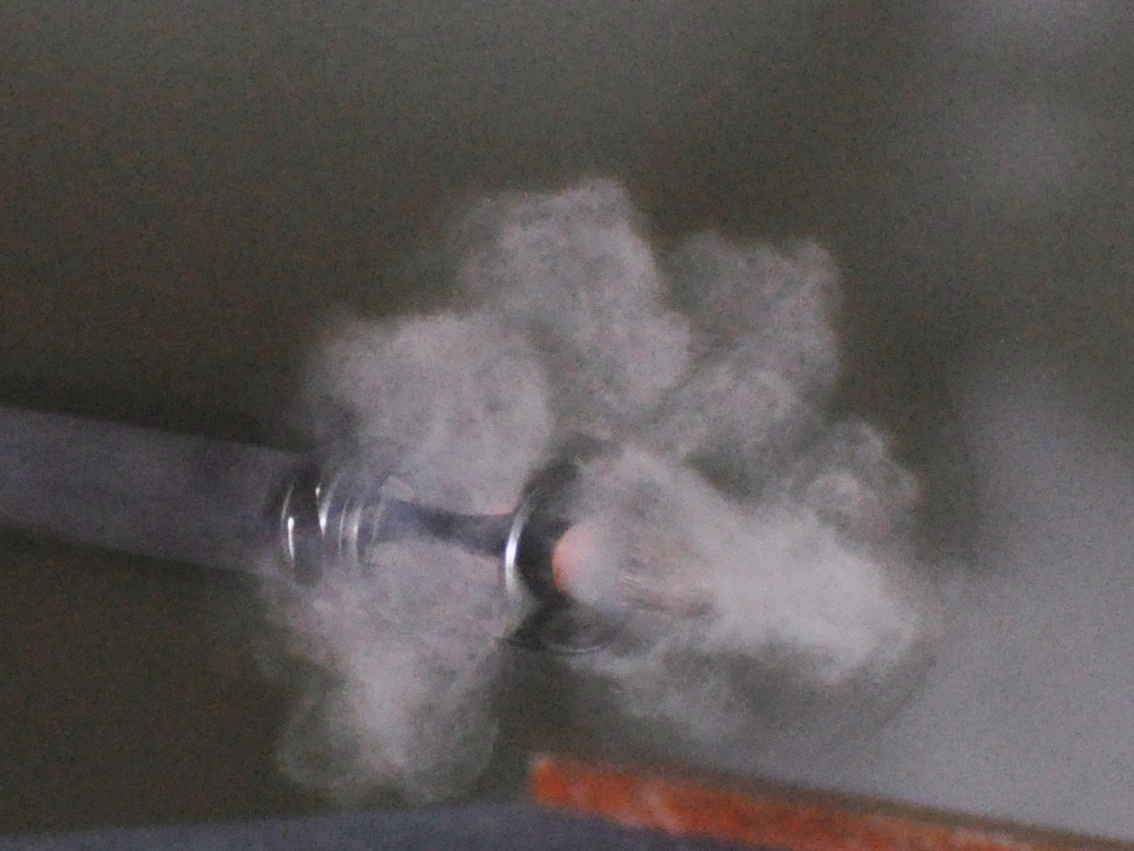
消焰器可以通过干扰枪口的排气状态来减少枪口焰

枪口焰因为其亮度，对使用轻武器的步兵来说是很大问题。枪口焰可以遮掩并晃照射手视觉，同时也会暴露射手的位置，特别是在夜间。而航空机炮的次级焰所伴随的火球如果恰好被发动机吸入，可能会引发压气机的扇叶失速导致熄火，使得整个机体因丧失动力而坠落。
普通枪械可以利用消焰器的形状和一系列开口来干扰枪口冲击波的扩散，改变能量的分布状态使得光能降到可见光以外的波段，从而消除肉眼可以轻易观察到的闪光。因为次级焰的主要来源是氢气和一氧化碳的二次氧化，有时也会使用一些化学手段来清除枪口焰。在第一次世界大战中，炮兵会在推进药前方放入氯化钠去压制炮口焰，而在枪药中添加少许碱式盐（比如氯化钾、硫酸钾、碳酸钾和碳酸氢钾）的手段也十分常见——这些盐类可以充当催化剂去改变氢氧反应来减少膛外燃烧，缺点是会降低推进药的威力、产生烟雾，并且会加剧枪管和周边器材（特别是在航空机炮上）的积垢和腐蚀问题。氯化铵和硝酸铵盐也被成功试验用来消除枪口焰。消焰器的局限是只能做到降低枪口焰，并不能降低枪声，也不会减少后坐力（除非使用融合了制退器元素的混合设计）。
消音器虽然主要是设计用来降低枪声，但也能很好的起到消除枪口焰的作用。其原理主要是用内部阻件来延缓枪口排气的速度，并且通过增加接触面积制造紊流和反射递减，使膛内气体在被最终排放时所携带的辐射能大为降低，并且尽可能将可能氧化产生火星的残渣滞留在消音器内部。同时消音器的外壳也几乎能屏障所有内部的光亮，起到枪口罩筒的功能。缺点是如果连续射击，消音器会因为持续积垢而影响散热，如果清洁不及时就会最终导致过热发生材料软化。